# ウミトゲアリ
ウミトゲアリ（海棘蟻、 Polyrhachis sokolova）は、ハチ目（膜翅目）アリ科トゲアリ属に属する、アリの一種。
オーストラリア北部のマングローブに生息しており、アリの仲間では唯一マングローブ汽水域に生息の場を伸ばした種として有名である。

## 形態
働きアリの体長は7mmほどとなる。女王アリは12mm。働きアリの背部には4本のトゲアリ特有の針状突起がある。
全身は黒く、他のトゲアリ類に比べると微毛が多く毛深くなっているが、これは後述する水中生活に適応したためとなっている。

## 生態
マングローブの浜に穴を掘り、そこを巣とする。干潮時に出てきて、海から運ばれてきた魚の死骸や、小さな甲殻類などをエサにしている。満潮時になる前には再び巣に戻る生活を繰り返している。

## 海中への適応
海中に住み場所を選んだため、それに適応した作りとして別種のアリに比べると多い剛毛が手脚に生えており、これを表面張力によって海水を身体から弾きながら、アメンボのように水上を泳げるようになっている。そのスピードは1秒間に50cmも移動すると云われる。
海中に潜った際にも短時間なら陸上同様の活動ができる。水中を潜って歩く際には体毛に空気を纏い、それによって呼吸しながら水中での活動を可能にしている。満潮時に巣に戻れなかった場合には仮死状態となり、数時間はそのままで再び潮が引くのを待って潮が完全に引くと、行動を再開する。
巣はマングローブの砂浜に直接掘られ、地下では普通のアリの巣のように、いくつかの広いスペースが枝状に拡がった造りになっている。満潮時には巣は浸水してしまうが、いくつかの区切られた部屋には粘土質の土と内部に入った空気の浸透圧の関係によって浸水しない箇所があり、そういった場所にエサを保管したり、幼虫を育てるようにしているほか、巣の中のアリたちもそうした浸水しない箇所に待避する。逃げ遅れたり、巣が壊された場合には前述の仮死状態になって凌いだ後、再び巣の補修と増築を行う。
こういった特異な生態になった背景には、海に住んでそこの豊富なエサを得る目的と、陸上に住むキバハリアリ属のような別種の強力なアリとの競合を避けるため、海へ生活の場を選んだといわれる。